# Memo Gidley
José Guillermo "Memo" Gidley, född den 29 september 1970 i La Paz, Mexiko, är en amerikansk-mexikansk racerförare med en kanadensisk pappa.

## Racingkarriär
Gidley tillbringade de första åtta åren av sitt liv boende på en segelbåt, där hans pappa livnärde sig som fiskare. Sedan slog sig familjen ned i San Rafael, Kalifornien. Efter att ha gått ut skolan testade han att köra racerbil, vilket hade varit hans dröm under en längre tidsperiod. Han sålde sin lägenhet, och levde i sin personbil i fyra månader, medan han försökte finansiera sin karriär. 1994 körde han Formel Ford i Australien och Storbritannien. Gidley kom så småningom till Atlantic Championship, där han slutade tvåa 1997, och trea 1998. Den sistnämnda säsongen inledde Gidley med tre segrar på de fyra första tävlingarna.Gidley fick därefter chansen i CART World Series 1999 med Payton/Coyne Racing. Resultaten var inte lysande till en början, men Gidley skulle få chansen att köra tolv av tjugo tävlingar 2000, med Forsythe Racing och sedermera Della Penna Motorsports, med en sjätteplats på Road America som bästa resultat.
Gidley inledde sedan 2001 års säsong utan körning, men när Chip Ganassi Racing sparkade Nicolas Minassian ansåg stallchefen Chip Ganassi att Gidley var den bäste föraren tillgänglig vid tillfället. Plötsligt befann sig Gidley i en konkurrenskraftig bil, och han tog chansen genom att bli tvåa redan i sin andra deltävling på Clevelands flygplatsbana. Gidley hade svårt att prestera under tidskvalen, men visade prov på stor förmåga att ta sig igenom startfältet, vilket tydligt visade sig med en tredjeplats i Houston och en andraplats på Laguna Seca, bägge tagna från 23:e startposition. Han slutade till slut på sjuttondeplatsen i mästerskapet, vilket inte räckte för att få nytt kontrakt för säsongen 2002, då Ganassi signerade Kenny Bräck istället. Gidley hade aldrig finanser för att kunna följa upp de lyckade insatserna med fulla säsonger inom Champ Car, och han lyckades inte etablera sig i IndyCar heller. Från och med 2005 satsade han istället på sportvagnar, och tog sin första seger i Rolex Sports Car Series samma år. Under de följande säsongerna kunde han inte upprepa samma resultat, men deltog på deltid i varje säsong resten av decenniet. Han har även testat formel 1.